# Talal ibn Abd al-Aziz

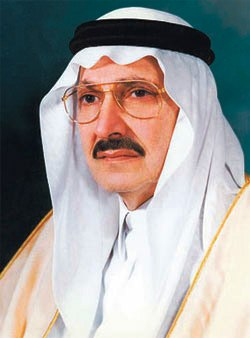
Talal ibn Abd al-Aziz

Prinz Talal bin Abdulaziz Al Saud (arabisch طلال بن عبد العزيز آل سعود, DMG Ṭalāl b. ʿAbd al-ʿAzīz Āl Saʿūd; * 15. August 1931 in Taif, Saudi-Arabien; † 22. Dezember 2018) war ein Prinz aus dem Hause Saud und der 20. Sohn des Staatsgründers Saudi-Arabiens Abd al-Aziz ibn Saud. Der als progressiv geltende Prinz Talal war ein inoffizieller Berater seines Halbbruders, des saudischen Königs Abdullah ibn Abd al-Aziz (15. Sohn Ibn Sauds), und Mitglied des im Juni 2000 ins Leben gerufenen 19-köpfigen Königlich-Saudischen Familienrates (Madschlis al-ʿāʾila al-mālika as-saʿūdiyya). Prinz Talals erstgeborener Sohn ist der Multimilliardär al-Walid ibn Talal (* 1955).

## Herkunft
1921 brach Talals Vater Abd al-Aziz (vor der Gründung des Königreichs 1932) den letzten Widerstand seiner Widersacher, der Sippe der Ar-Raschids, in der Wüste Nefud nördlich von Riad. Abd al-Aziz besuchte im Triumph den Emir der Handelssiedlung Unayza auf halbem Weg zur irakischen Grenze und wurde (nach Familienangaben) mit einem schönen zwölfjährigen Mädchen, Munayer, der späteren Mutter Talals, beschenkt. Munayers Eltern waren wahrscheinlich armenische Christen. Drei Jahre später gebar Munayer dem König einen Sohn, der Talal genannt wurde, jedoch bereits 1927 verstarb. Die inzwischen konvertierte Munayar gebar 1930 (?) erneut einen Knaben, der nach beduinischer Tradition den Namen seines verstorbenen Bruders erhielt. In den frühen 40er Jahren ließ sich Abd al-Aziz von seiner vierten Frau scheiden und heiratete Munayar, wodurch ihre Nachkommen legitimiert wurden.

## Ausbildung
Als Sohn der Lieblingsfrau seines Vaters erhielt Talal eine bevorzugte Ausbildung und Behandlung. Er wurde im königlichen Qasr al-Murabba Palast in Riad erzogen und war einer der ersten Prinzen, der Fremdsprachen erlernte. Talal wurde der Lieblingssohn des alternden Königs und bekam von ihm die Finanzangelegenheiten des Palastes, dem Zentrum der saudischen Regierung, übertragen. Talal war auch einer der ersten Prinzen, die ausgiebig die Welt bereisten. Obwohl 14 ältere Halbbrüder in der Thronfolge vor ihm standen, schien ihm eine goldene Zukunft gegeben.
1953 verstarb König Abd al-Aziz. Nachfolger wurde sein Sohn Saud ibn Abd al-Aziz, ein Halbbruder Talals. 1957 gebar Mona Sulh, die Tochter des ersten Ministerpräsidenten des unabhängigen Libanon Riad as-Solh, Talal dessen erstgeborenen Sohn Walid. Bereits 1960 ließen sich Talal und Mona scheiden, weshalb Walid bis 1968 bei seiner Mutter in Beirut aufwuchs. 1968 drängte Talal seinen Sohn zur Rückkehr nach Saudi-Arabien, um die Abdul Aziz Militärakademie in Riad zu besuchen.

## Wirken

### Freie Prinzen
Am 7. März 1954 ernannte König Saud einen neuen Ministerrat. Das Amt des ersten Ministers für Kommunikation erhielt der 29-jährige Prinz Talal, der bis dahin Kommandeur der königlichen Garde gewesen war. Talal war auch kurzzeitig Wirtschafts- und Finanzminister. Der 22. März 1958 ging in die Familienchronik der Al-Saud Dynastie ein, als zwölf junge Prinzen („Young Najd“, benannt nach dem Herkunftsgebiet der Saud) eine Unterredung zwischen den Mitgliedern der Königsfamilie im Familienrat suchten, der von Prinz Abdullah als Vorsitzendem geführt wurde. Prinz Mohammed und Prinz Talal forderten König Saud zur Abdankung auf, andere wiederum forderten die volle Übergabe der exekutiven Regierungsgewalt an Kronprinz Faisal.
Talal hatte 1958 eine vorläufige Verfassung für Saudi-Arabien erstellt, die eine konstitutionelle Monarchie sowie erweiterte Bürgerrechte vorsahen, sowie die Privilegien der königlichen Familie beschnitten hätte. Er begann auch mit dem Aufbau einer zu wählenden beratenden Ratsversammlung (schura). Seine Ideen wurden von König Saud jedoch zurückgewiesen und religiöse Führer verhängten eine Fatwa über diese Verfassung, da sie im Widerspruch zur Scharia stand. 1961 entzog das Königreich Prinz Talal den Ausweis und versuchte ihn politisch zum Schweigen zu bringen. Talal ging darauf mit gleichgesinnten Prinzen ins Exil nach Kairo, wo er öffentlich das Haus Saud kritisierte und von wo aus er anti-saudische Radiopropaganda betrieb. Im August 1962 gründete Prinz Talal die reformorientierte Bewegung der „Freien Prinzen“ (bzw. Freie Emire, arabisch الأمراء الأحرار, DMG al-umarāʾ al-aḥrār; in Anlehnung an Nassers Freie Offiziere). Sie sympathisierten mit den sozialistischen Ideen des ägyptischen Staatschefs Gamal Abdel Nasser und forderten Verfassungsreformen für Saudi-Arabien. In Kairo erklärte sich Talal zum Sozialisten und war seit dieser Zeit auch unter dem Namen „Der Rote Prinz“ bekannt.
Beim Bürgerkrieg im Nordjemen (1962–1967) unterstützte das Königreich Saudi-Arabien die Monarchie des älteren Königreichs Jemen, während das nationalistische Ägypten auf der Seite der neu ausgerufenen nationalistischen Jemenitischen Arabischen Republik stand. Nach der Niederlage im Sechstagekrieg zog sich Ägypten aus dem jemenitischen Kriegsgebiet zurück. Im Falle eines Sieges Ägyptens wären die Freien Prinzen bereitgestanden, in Saudi-Arabien einen Führungsanspruch geltend zu machen und König Saud sowie Kronprinz Faisal zu entmachten.
Bereits 1964 wurde König Saud durch den bisherigen Kronprinzen Faisal entmachtet. Talal erklärte sich bereit seine Kritik zu mäßigen, um nach Saudi-Arabien zurückkehren zu dürfen.

### Philanthrop
Talal wurde wieder in die königliche Familie aufgenommen, ohne jedoch eine offizielle Position in der Hierarchie des Staates zu übernehmen. Er wurde ein erfolgreicher Geschäftsmann (Konstruktionsaufträge, Grundstückshandel) und prominenter Philanthrop, der sich erfolgreich in wohltätigen Organisationen engagierte, die sich für Bildungs-, Frauen- und Trinkwasserprojekte einsetzten. Die saudischen Medien gaben ihm den Namen „children's prince“.

### Interviews und Politik
Nachdem Faisals Nachfolger König Fahd ibn Abd al-Aziz einen Schlaganfall erlitten hatte, führte dessen Halbbruder Kronprinz Abdullah faktisch die Staatsgeschäfte.
1998 brach Prinz Talal sein politisches Schweigen und mahnte öffentlich Reformen in der Regierung an. Manche Beobachter werteten dies als List um die politischen Ambitionen seines Sohnes Walid zu fördern. Talal ist einer der wenigen Prinzen, die öffentlich Missstände in Saudi-Arabien ansprechen. So erregte er im April 1998 einen Eklat, als er die ungeregelte Thronfolge der Saud-Dynastie bemängelte und die Möglichkeit eines kommenden Machtkampfes ansprach, der Saudi-Arabien erschüttern könnte, solange kein Mechanismus der Thronnachfolge installiert ist. Im Machtkampf um die Nachfolge König Fahds zwischen Kronprinz Abdullah einerseits und den sogenannten Sudairi-Sieben um den zweiten der Thronfolge und jetzigen Kronprinz Sultan ibn Abd al-Aziz andererseits, schlugen sich Talal und sein Sohn Walid auf die Seite Abdullahs.
1999 kehrte Prinz Talal in die Politik zurück als Mitglied im inneren Kern des Familienrates des Hauses Saud und wurde Berater des Kronprinzen Abdullah. Talal begleitete Abdullah zudem bei offiziellen Auslandsreisen.
In einem Interview mit Associated Press forderte er von Saudi-Arabien „einen reibungslosen Weg zu finden, die Monarchie an die nächste Generation weiterzugeben, oder mit einem Machtkampf zu rechnen, nachdem die Ära der alten Prinzen vorbei ist.“ Bisher wurden immer Söhne Ibn-Sauds König, was jedoch nur noch etwa 20–30 Jahre lang gelingen wird, so dass die zweite Generation die nächsten Könige stellen wird. In einem weiteren Interview mit dem ägyptischen Staatsfernsehen erklärte er seine Unterstützung für den ägyptischen Kandidaten für den Posten des UNESCO-Generalsekretärs, obwohl Saudi-Arabien einen eigenen Kandidaten stellte. Nach den Interviews stiegen die Spannungen zwischen Talal, Walid und den Sudairi-Sieben. Die saudische Regierung zahlte 10 Millionen Dollar, unter anderem für Zeitungsanzeigen, die König Fahd aufriefen, Talal zu verbieten „bizarre“ Aussagen zu machen, und Zeitungsanzeigen, die Walid anprangerten, den Großteil seines Vermögens außerhalb der arabischen Welt anzulegen.
Prinz Talal prognostizierte in einem Reuters-Interview (1999) „women will gain rights within a few years.“ Einen Monat später wurde die Vergabe von Ausweisen an Frauen bekanntgegeben, die 2000 erstmals erfolgte. Ebenso 1999 forderte Talal in einem Spiegel-Interview eine Lockerung der staatlichen Zensur in Saudi-Arabien. Er sagte, dass „wir noch immer eine Stammesgesellschaft (sind), die für politische Parteien nicht reif ist“. Im Jahr 2000 lockerte das Königreich sein Pressegesetz.
Nach den Terroranschlägen am 11. September 2001 in den USA gerieten die älteren Prinzen des Hauses Saud in die Defensive und zeigten sich vermehrt in der internationalen Presse. Talal riet den USA mehr auf die arabische Welt zu hören. In einem Bericht über den Prinzen zitiert die Associated Press Talals Ansicht über palästinensische Selbstmordattentäter: „they're strugglers and fighters for their country“. Über Fundamentalisten sagte er „It's all about sex ...Every time they see a woman, they see her (as a sex object). The strange thing is you're applying this to your mother, your sister, your wife.“
Obwohl Christen in Saudi-Arabien die Ausübung ihrer Religion verboten ist, hat Talal die Präsenz von Christen in der saudi-arabischen Gesellschaft befürwortet und damit großes Aufsehen erregt.
Im September 2007 kündigte Talal die Gründung einer weltlichen Partei an, die sich nicht gegen den reformorientierten König richtet, sondern vielmehr gegen den Innenminister Naif ibn Abd al-Aziz und dessen rückschrittliche Anhängerschaft.
Angesichts der auf Saudi-Arabien überzugreifen drohenden Proteste in der Arabischen Welt mahnte Prinz Talal im Februar 2011 erneut dringend notwendige Reformen im Königreich an.

### Ämter
- Sonderbotschafter für Wasser der UNESCO (2003)[15]
- Präsident und Gründungsmitglied (1980) der NGO des Entwicklungsprogramms der arabischen Golfstaaten (AGFUND)[16]
- Präsident des Arab Council for Childhood and Development[17]
- Präsident der Arab Open University (AOU), unter dem Schirm des AGFUND förderte Talal 2002 die Gründung der AOU[18]
- Gründungsmitglied der Independent Commission on International Humanitarian Issues (ICIHI)[19]
- Kurator in der Mentor Foundation[20]

## Familie
Prinz Talal war viermal verheiratet und hat 6 Töchter und 9 Söhne aus diesen Ehen. Sein Sohn Al-Walid ist Multimilliardär und reichster Araber. Ein anderer Sohn, Turki, ist Gouverneur der Provinz Asir.

## Sonstiges
Prinz Talal gründete die erste private Mädchenschule in Riad 1957 und das erste private Krankenhaus der Stadt 1957.
Am 16. November 2011 trat er als Mitglied aus der Baya-Kommission zurück. Gründe wurden nicht genannt.
Das Amateurfunkrufzeichen von Prinz Talal ist SU1VN/P.
Im schwedischen Kinderfilm Min vän shejken i Stureby Mein Freund der Scheich (1997) wird Prinz Talal von Camal Ben-Hamou dargestellt.